# Clifton Dawson
Clifton George Dawson (8 de octubre de 1983) es un futbolista de gridiron que juega en la posición de running back. En 2007 firmó por los Indianápolis Colts como agente libre. Jugó al fútbol universitario en Harvard.
Dawson también fue parte de los Cincinnati Bengals y Houston Texans.

## Primeros años
Dawson estudió en Birchmount Parque Instituto Colegial en Toronto, Canadá, fue un buen estudiante y participaba en fútbol y pista. En fútbol, como sénior, llegó con su equipo al Campeonato de Ciudad del Toronto, estuvo nombrado como el jugador más valioso del equipo y fue seleccionado por Canadá.

## Carrera universitaria
Dawson participó brevemente en la Universidad del Noroeste antes de que optara por ser transferido a la Universidad de Harvard.
Durante su primera temporada en Harvard, fue unánimemente seleccionado para el primer equipo de la liga All-Ivy, consiguiendo ser el primer jugador ofensivo en la historia de la Liga All-Ivy en ganar un puesto en el plantel de honor como novato. Dawson registró el récord de más yardas corridas por un novato en solo una temporada de la liga con 1187 yardas y  se convirtió en el primer novato en conseguir más de 1000 yardas. Dawson solo tuvo un balón suelto en 215 carreras.
Durante su segunda temporada, volvió a ser unánimemente seleccionado para el primer equipo de la selección Al-América y fue puesto en el equipo de periodistas de fútbol americano, All-New England. Fue nominado en décima posición para el Premio Walter Payton, el cual está dado al mejor jugador de la División I Football Championship Subdivisión. Lideró la Ivy League en carreras, con una media de 130,2 yardas por partido, haciéndole el puesto de mejor ranking a un jugador de segundo año en la División I-AA y uno de solo tres jugadores de segundo año entre la nación superior 25 carreras. Marcó el récord de más corridas en una sola temporada (1302 yardas), carreras de touchdowns (17), touchdowns totales (18) y puntos (108). Corrió al menos 100 yardas en siete de los diez partidos con el Harvard Crimson.
En su tercera temporada, Dawson fue de nuevo unánimemente seleccionado para el primer equipo de la liga All-Ivy y nombrado en el equipo de periodistas de fútbol americano All-New England. Alcanzó un total de 1139 yardas en la temporada. Corrió por al menos 100 yardas en siete de los diez partidos de Harvard. Terminó la temporada al anotar el histórico touchdown ganador en el tercer tiempo extra de la victoria de Harvard 30-24 contra la universidad de Yale.
En su último año, Dawson se convirtió en el mayor corredor de todos los tiempos de la Ivy League, con 4841 yardas. Dawson ganó este título el 11 de noviembre de 2006, mientras jugaba en Penn con una carrera de 55 yardas bajando hacia la izquierda de la línea lateral en su segunda carrera en ese juego. En la consecución de este título, Dawson rompió el récord de larga data puesto por Ed Marinaro de Cornell en 1971. Además de este registro, Dawson terminó su carrera en Hardvard como poseedor del récord en carreras rápidas de touchdowns (60), carrera de touchdowns (66), puntos de carrera (398) y yardas en carreras de todo propósito (6138). Rompió cada carrera rápida y anotando un registro que la universidad de Harvard mantiene, y se convirtió en el único jugador ofensivo en la Ivy League de la historia en ser nombrado en la selección del primer equipo de la All-Ivy cuatro veces. Fue el noveno jugador de la División I de la NCAA en correr al menos 1000 yardas en una temporada, cuatro veces. Ganó el premio Boston Globe Gold, reconociendo su mejor actuación en una temporada larga por la FCS en Nueva Inglaterra, y terminó noveno en la votación para el Walter Payton Award. Dawson lideró la División I de la FCS en puntuación (13,20 puntos por partido). Terminó su carrera en el puesto 16 del histórico en la NCAA FCS en carreras y empatado en el quinto lugar en carreras de touchdowns y quinto en carreras por puntos.
Dawson también corrió en la pista y se graduó en Economía en Harvard.

## Carrera profesional

### Toronto Argonauts
Aunque no fue seleccionado durante el Draft de la NFL de 2007, Dawson fue seleccionado en la sexta ronda del draft de la liga canadiense de fútbol del año 2006 por los Toronto Argonauts.

### Primera temporada con los Colts
Firmó como agente libre por los Indianapolis Colts después de la conclusión del draft. Fue una de las últimas selecciones del equipo.

### Cincinnati Bengals
Dawson posteriormente firmó con los Bengals de Cincinnati. Hizo su debut en la NFL el 16 de septiembre de 2007. Jugó dos partidos con los Bengals y luego, el 25 de septiembre, fue desvinculado.

### Segunda temporada con los Colts
Dos días más tarde, Dawson firmó de nuevo por los Colts. Dawson jugó en once partidos con los Colts durante la temporada 2007-08 y se quedó con el equipo durante la postemporada de 2008  y en el campo de entrenamiento. Los Colts lo despidieron cerca del final del año 2008, pero lo firmaron nuevamente al día siguiente. Sin embargo, fue liberado de nuevo, antes del último juego de la pretemporada.
Dawson fue recontratado por los Colts el 14 de octubre de 2008. Fue durante esta temporada en la que anotó su primer y único touchdown en la NFL. Fue liberado el 22 de marzo de 2009.

### Houston Texans
Dawson firmó con los Texans el 19 de mayo de 2009. Fue colocado en la lista de reserva de lesionados al final de la temporada el 3 de agosto. Fue liberado con una serie de lesiones, el 7 de agosto.